# Retrat hel·lenístic

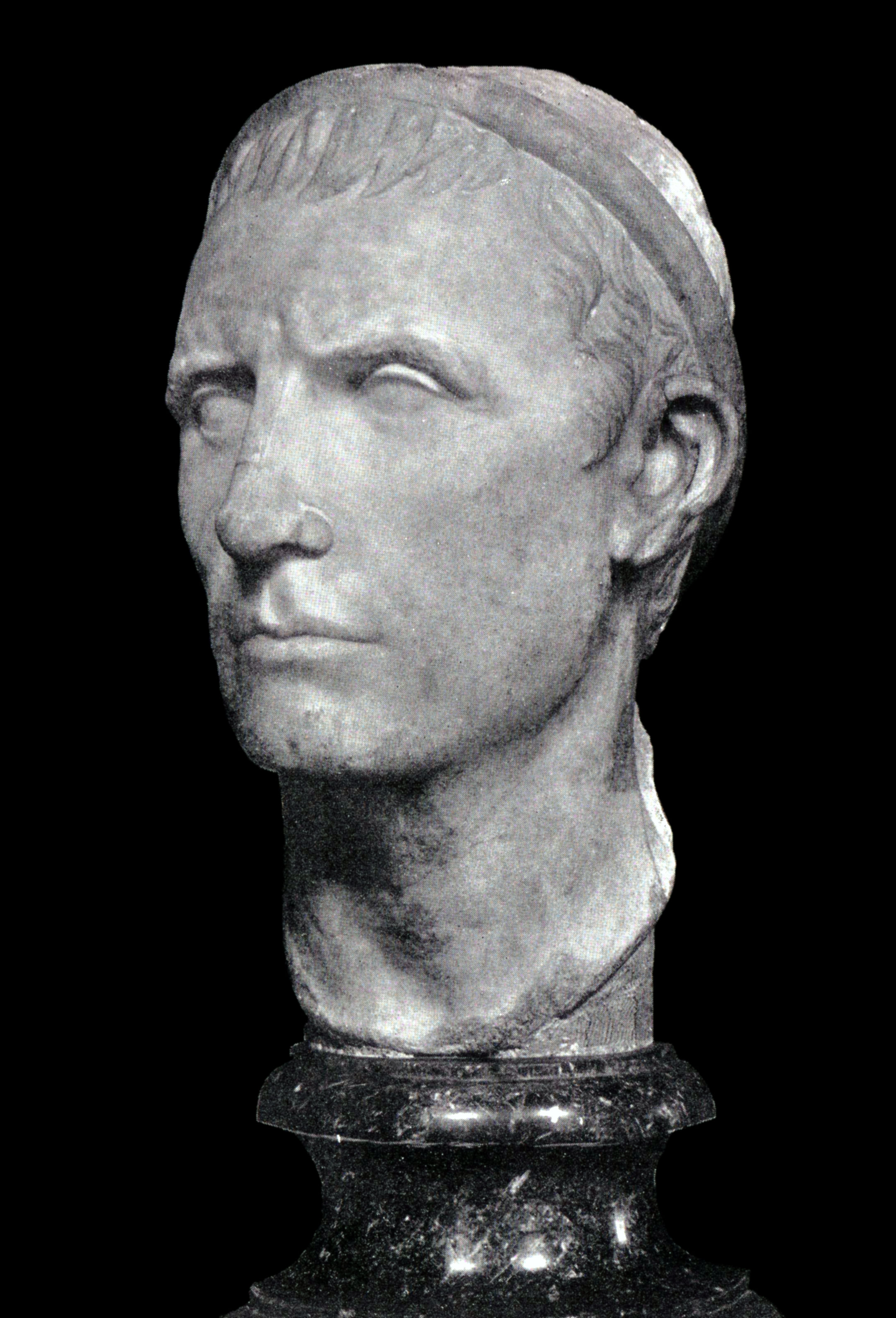
Antíoc III

El retrat hel·lenístic és un dels aspectes més importants de l'art grec antic. En l'època hel·lenística hi va haver una notable producció de retrats fisonòmics (que reprodueixen les faccions de la persona retratada) en què també se cercava la penetració psicològica. Sobretot en foren escultures (moltes de les quals s'han conservat com a originals o còpies d'època romana), tot i que també s'hi produí pintures (perdudes pràcticament totes). Des de l'antiguitat, la font literària principal sobre el tema és l'obra de Plini el Vell.
La idea del retrat fisonòmic com a alternativa a la representació d'una figura ideal (realisme enfront d'idealisme en l'art) sorgeix a la Grècia de la fi del s. VI (grup escultòric dels tiranicides Harmodi i Aristogitó), i continua en algunes obres del s. V (incloent-hi el polèmic autoretrat de Fídies) i IV, sobretot a Atenes entre 380 i 330 ae (on s'alçaren monuments a personatges cèlebres del passat, de faccions individualitzades, però imaginades), el concepte és molt més propi de l'escultura hel·lenística, sobretot fora d'Atenes, on s'imposa un dramatisme expressiu. Plini el Vell atribuí la tècnica del retrat a Lisistrat de Sició, germà de Lisip, que hauria tret per primera volta el seu rostre en un motle de guix; passat a cera, el retocà fins a obtenir la màxima perfecció en la semblança, i després el passà a bronze. Les obres així creades tenien tanta correcció formal com compositiva, segons el gust hel·lenístic, que acceptava els aspectes característics dels cossos humans en totes les edats, que mai tenen tots els trets de la "bellesa ideal" clàssica, i inclouen imperfeccions i deformitats o trets immadurs o senils.
Fins al segle iv aC la creació d'efígies idealitzava les línies corporals; es consideraven retrats "tipològics" (amb alguns atributs de la categoria dels individus). Hi prevalia la funció col·lectiva de l'art, al servei de la polis abans que de l'individu, i això duia a prohibir l'exposició pública d'imatges "privades": només s'admetien les explícitament aprovades de personatges il·lustres.
Fins al tardohel·lenisme l'estatuària grega feu servir només figures de cos sencer, o a tot estirar, en èpoques tardanes o zones perifèriques, la mitja figura, especialment en l'àmbit funerari. Els caps que han arribat a l'època moderna són còpies romanes, perquè aquest tipus tenia molta demanda entre romans i itàlics. També es copiaven els caps sobre hermas a partir d'escultures de cos sencer.

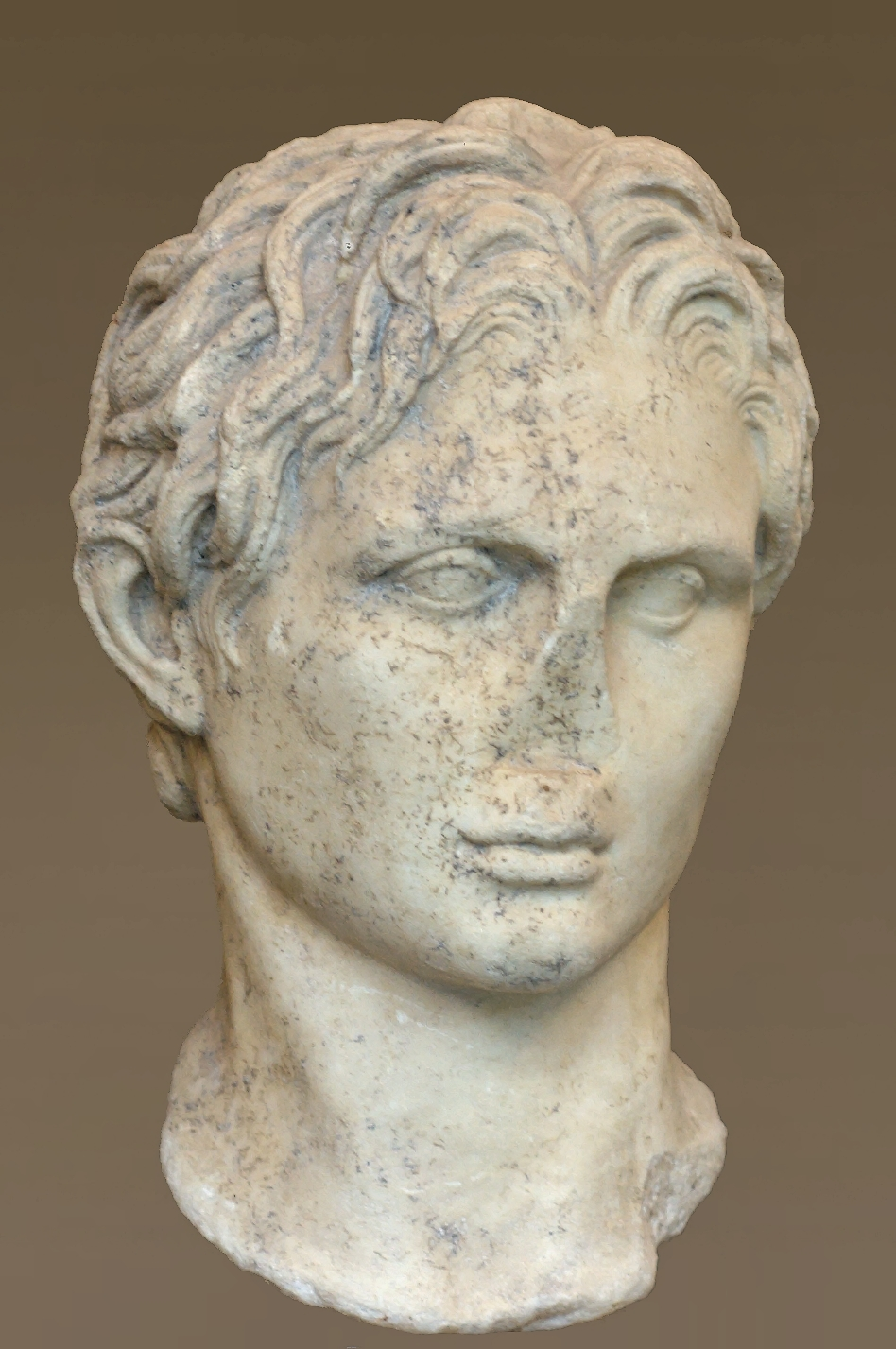
Alexandre el Gran "tipus Scwarzenberg" (Gliptoteca de Múnic)

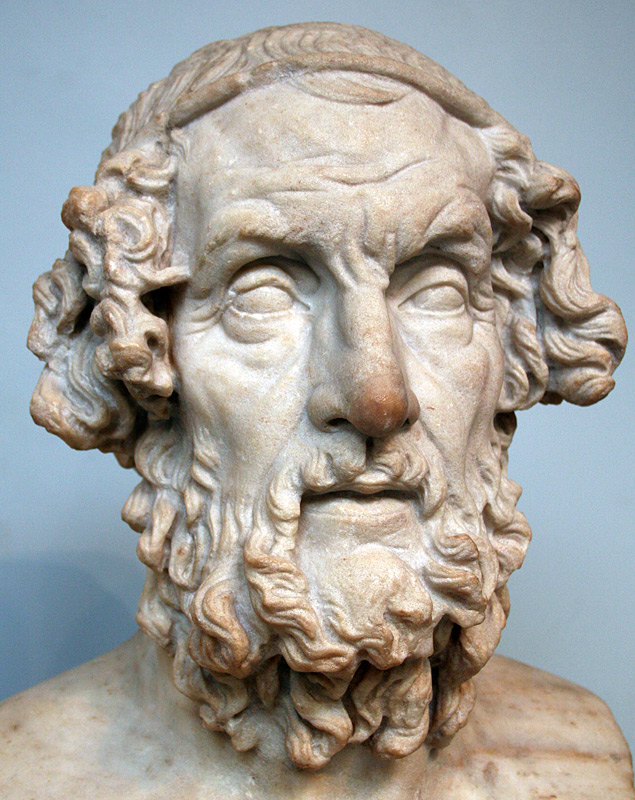
Homer cec, còpia romana (s. I o II de) d'un original grec que, segons Plini el Vell, es va realitzar al s. II ae per a la biblioteca de Pèrgam, amb trets imaginaris, seguint la tradició que considerava cec Homer. British Museum

## Lisip
La gran personalitat creadora de Lisip i les diferents condicions socials i culturals feren superar les reticències cap al retrat fisonòmic, i s'acabà acceptant la representació fidel dels trets somàtics i psicològics dels individus. En realitzar el retrat d'Alexandre el Gran, Lisip transformà el defecte físic que obligava al retratat, segons les fonts, a mantenir el cap sensiblement vinclat a un costat, en una bella posa mirant al cel en "un mut diàleg amb la divinitat". Les seues obres, molt reproduïdes i imitades, van assentar el model de retrat de sobirà "inspirat", que traspassà l'època hel·lenística, i va perviure en l'època moderna.

S'atribueix a Lisip o al seu entorn el retrat d'Aristòtil (que realitzà en vida del filòsof), l'anomenat Sòcrates tipus II i el retrat d'Eurípides anomenat "de tipus Farnese", tots caracteritzats per una forta connotació psicològica.

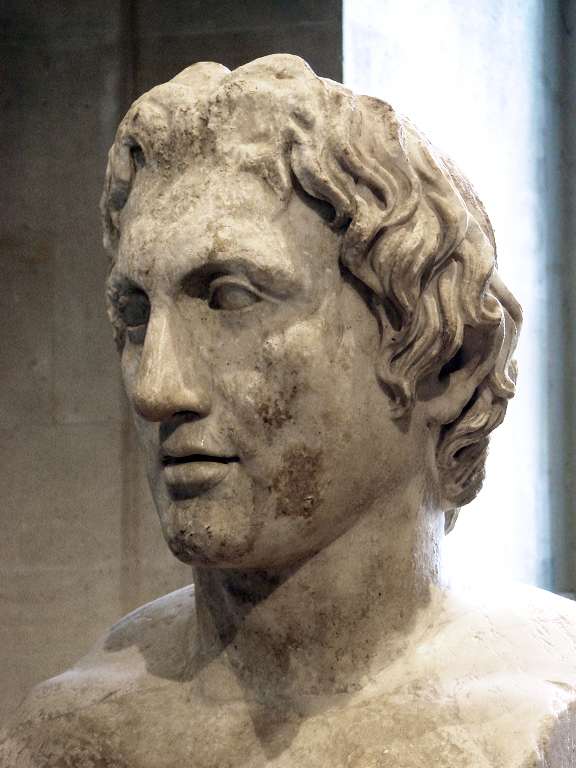
Alexandre el Gran "tipus Azara" (Louvre)
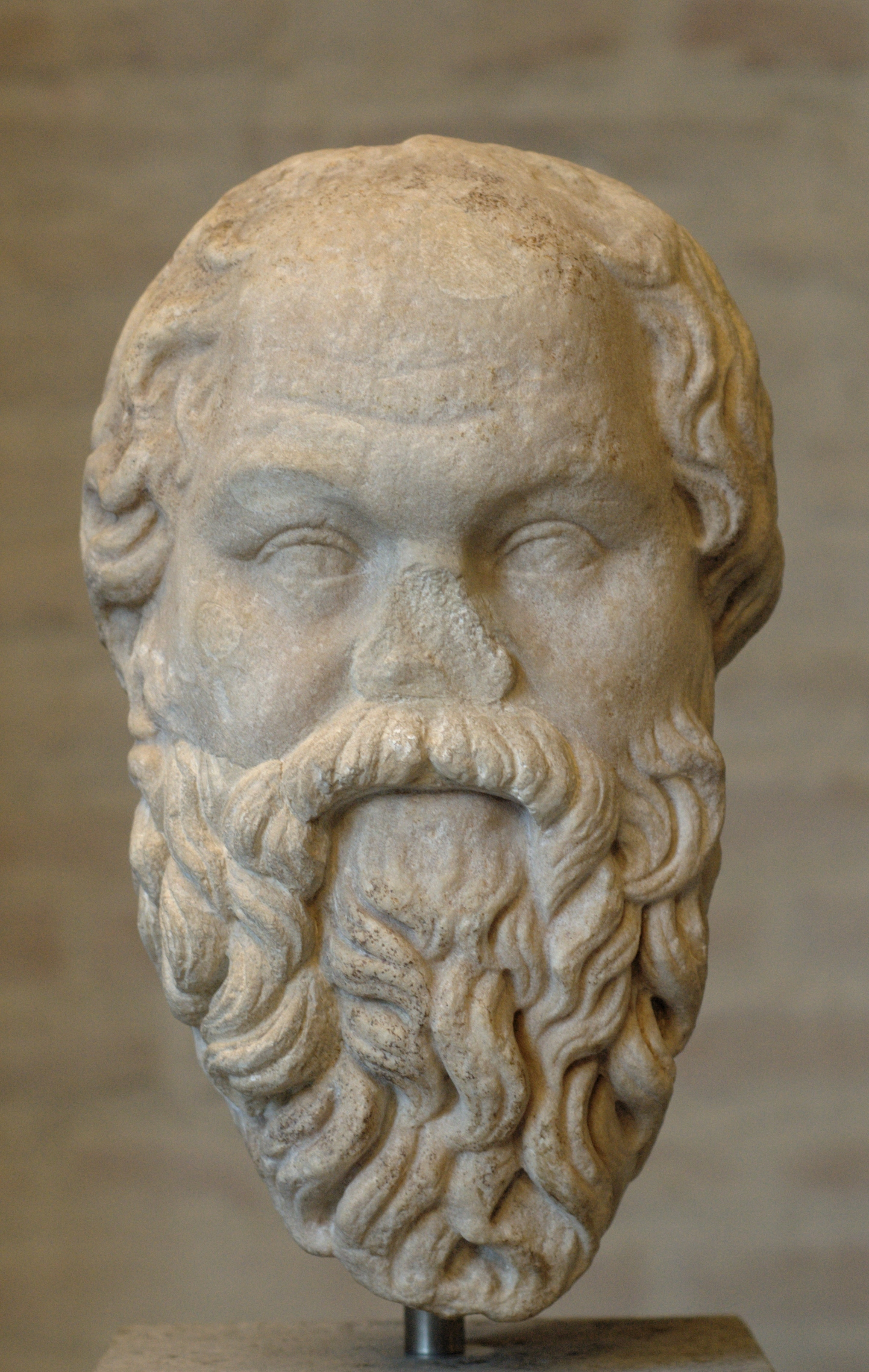
Sòcrates II
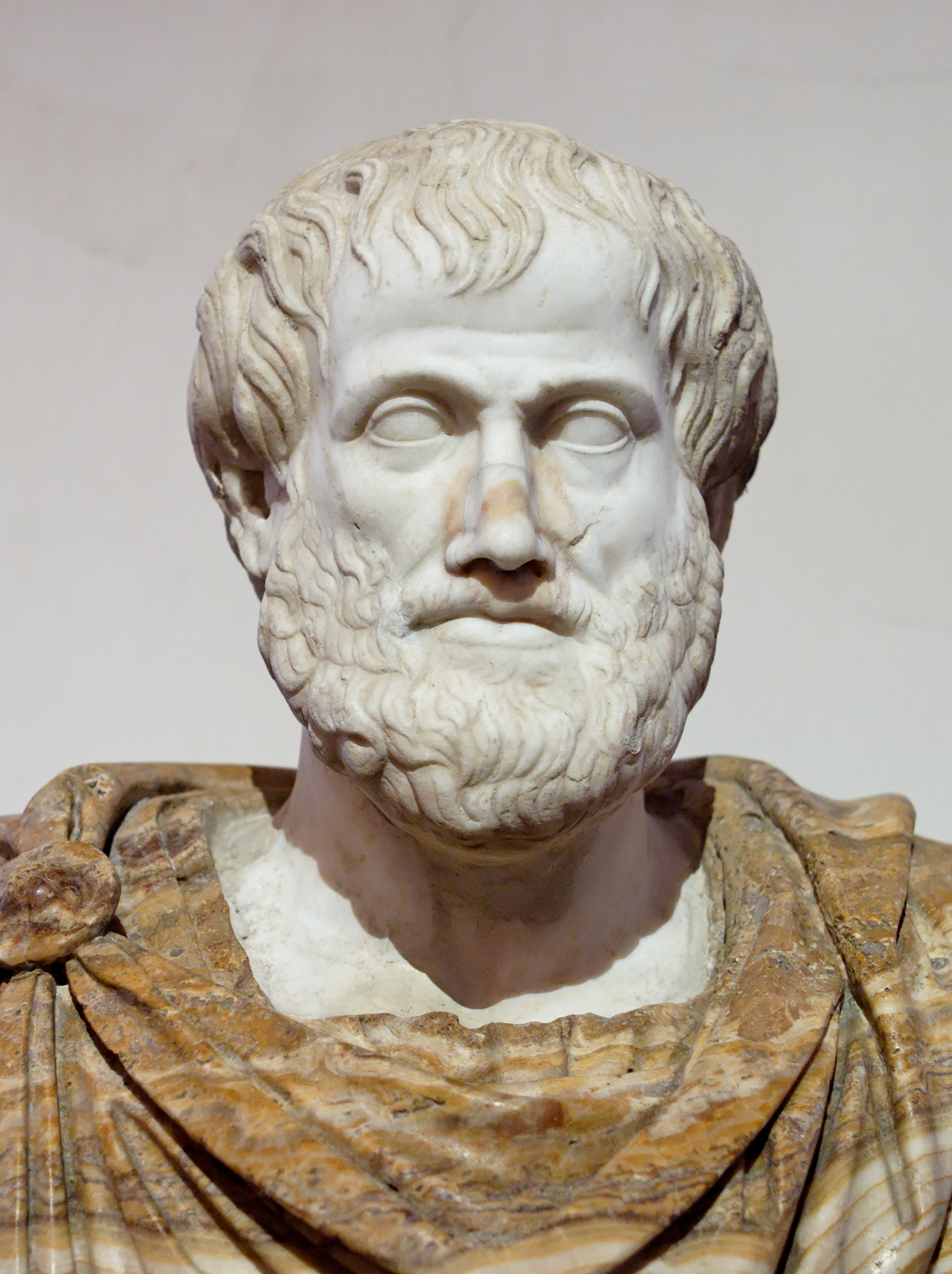
Aristòtil "de Lisip"
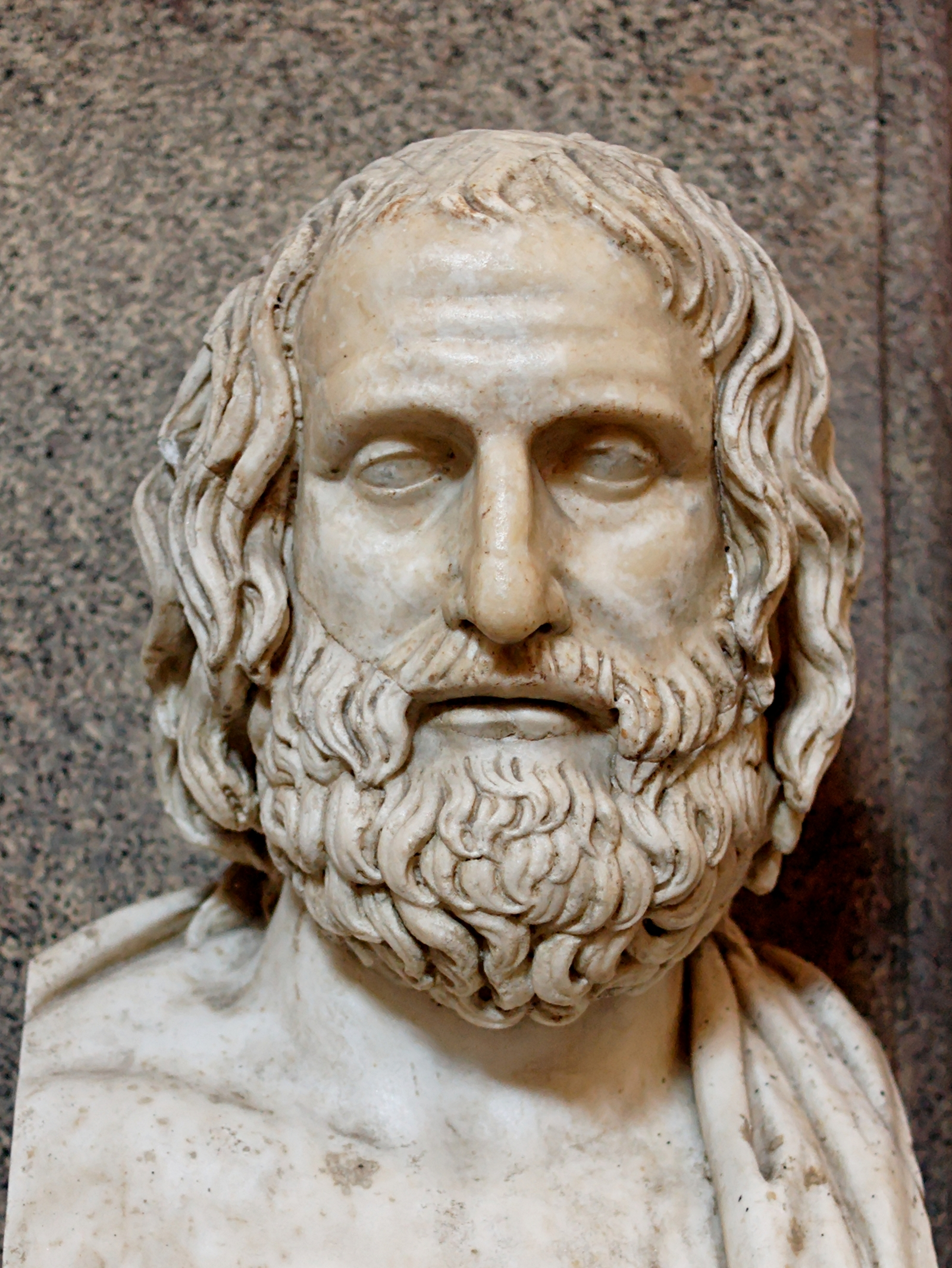
Eurípides Farnese

## Evolució del retrat fisonòmic

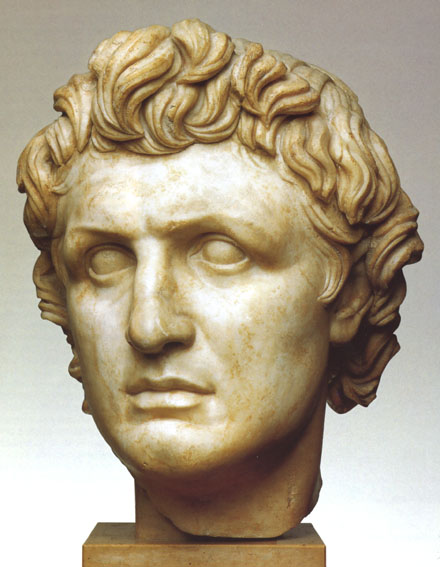
Àtal I

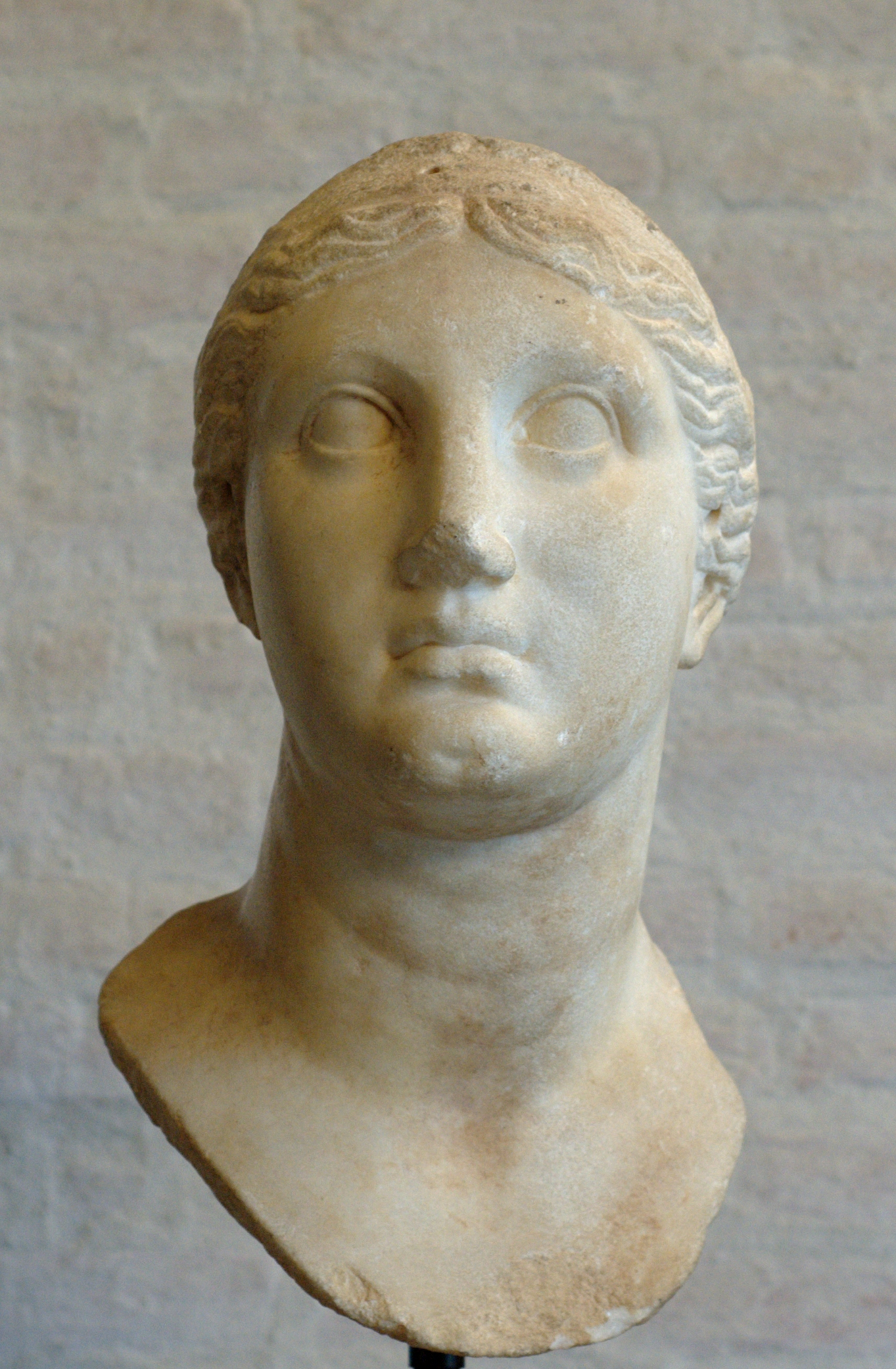
Berenice II

Passada l'època de Lisip, als s. III, II i I ae, hi hagué un amplíssim desenvolupament del retrat fisonòmic grec, que no es limità a governants i personatges il·lustres, sinó també a particulars: en l'hel·lenisme l'art s'havia posat a la disposició de l'individu i ja no solament de la comunitat. Així, es difongueren el retrat honorífic i el funerari.

Entre les obres mestres d'aquest període trobem els retrats de Demòstenes i Hermarc de Mitilene, cenyits al seu aspecte real (280-270 ae), l'anomenat Ancià 351 del Museu Arqueològic Nacional d'Atenes, (ca. 200 ae), el cap de bronze d'Anticitera (filòsof d'Anticitera), també al Museu Arqueològic Nacional d'Atenes, ca. 180-170 ae, el patètic retrat d'Eutidem I, etc. Un exemple de verisme és el Pseudo-Sèneca de Nàpols (segurament còpia romana d'un original grec, ca. 200 ae, que potser representés Hesíode -tot i que també s'ha proposat que representés el romà Lucreci: en aquest cas caldria datar-lo més tardament).

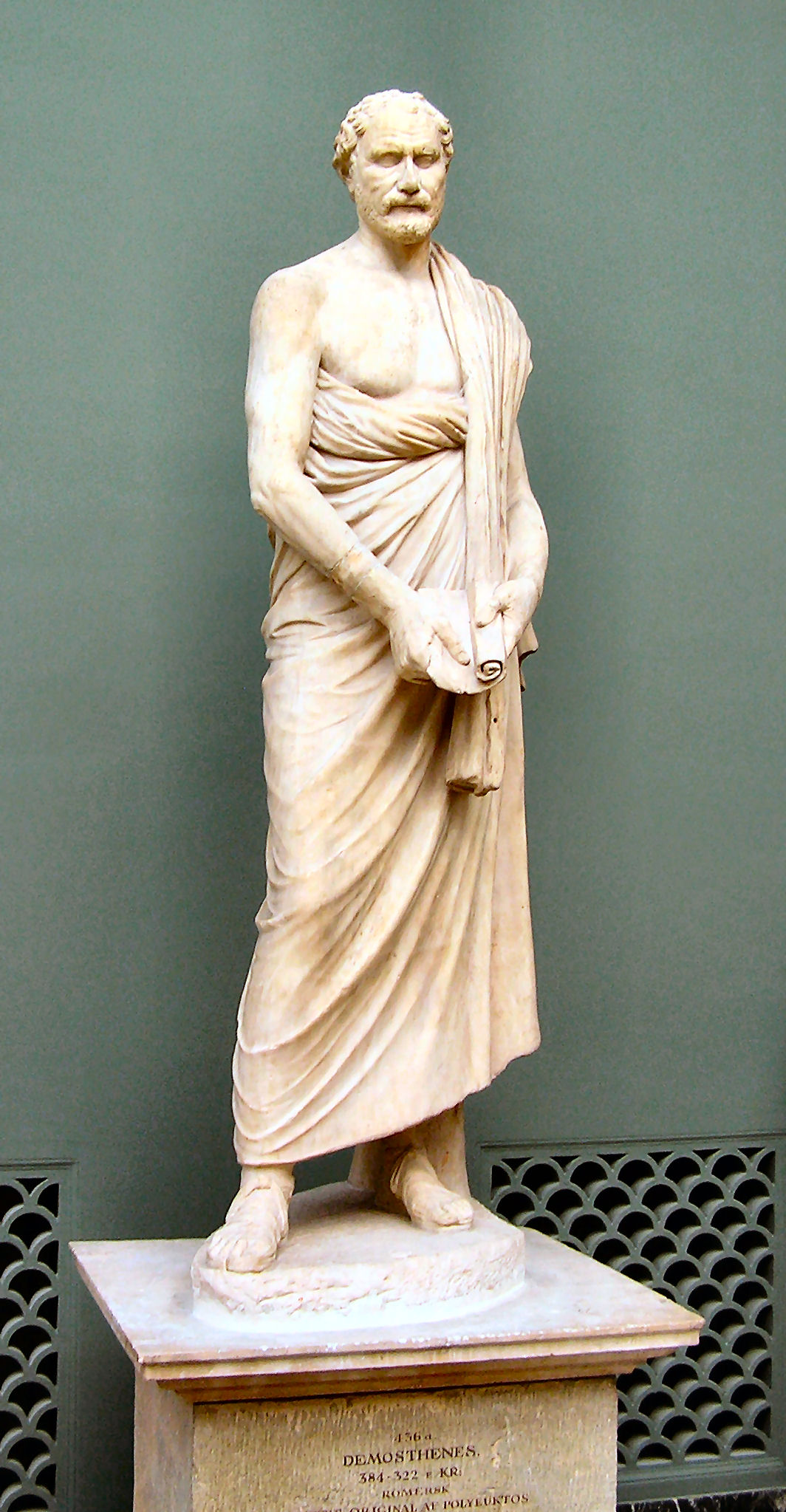
Demòstenes
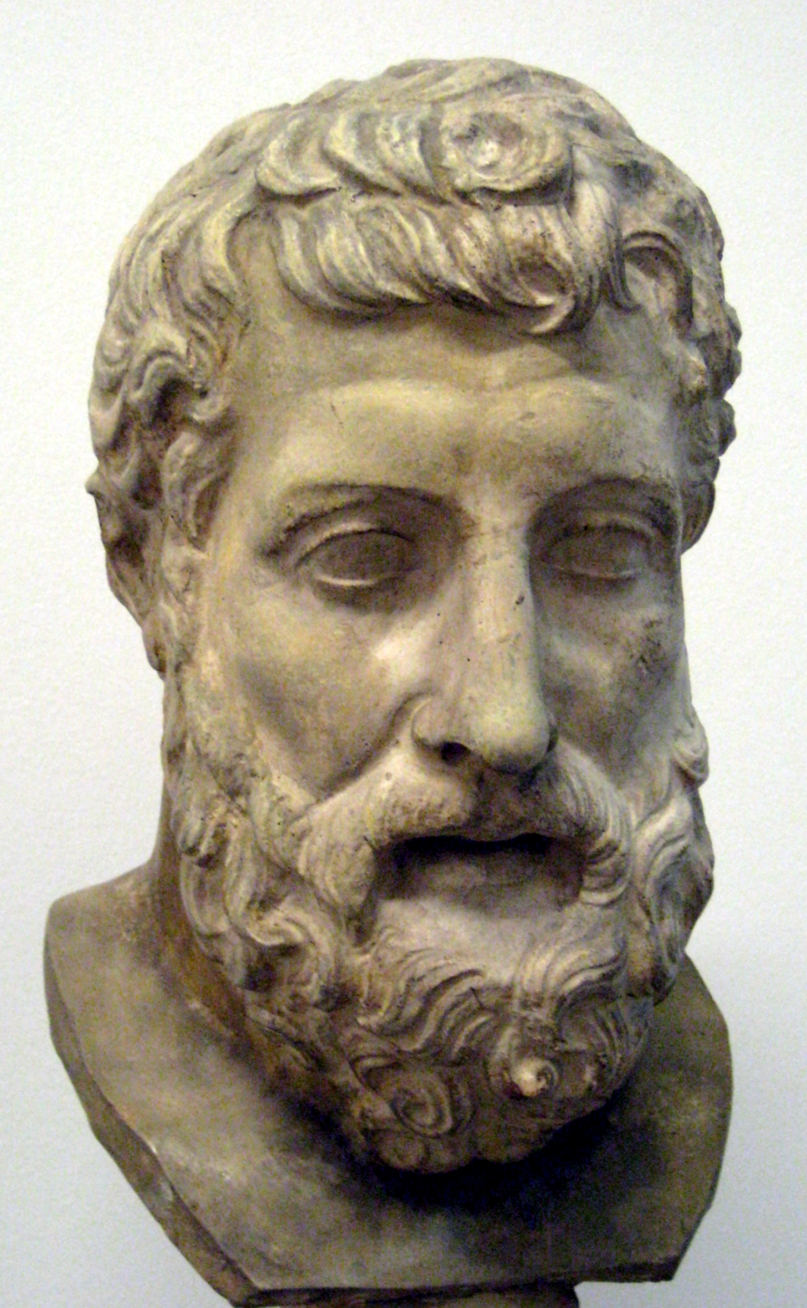
Hermarc
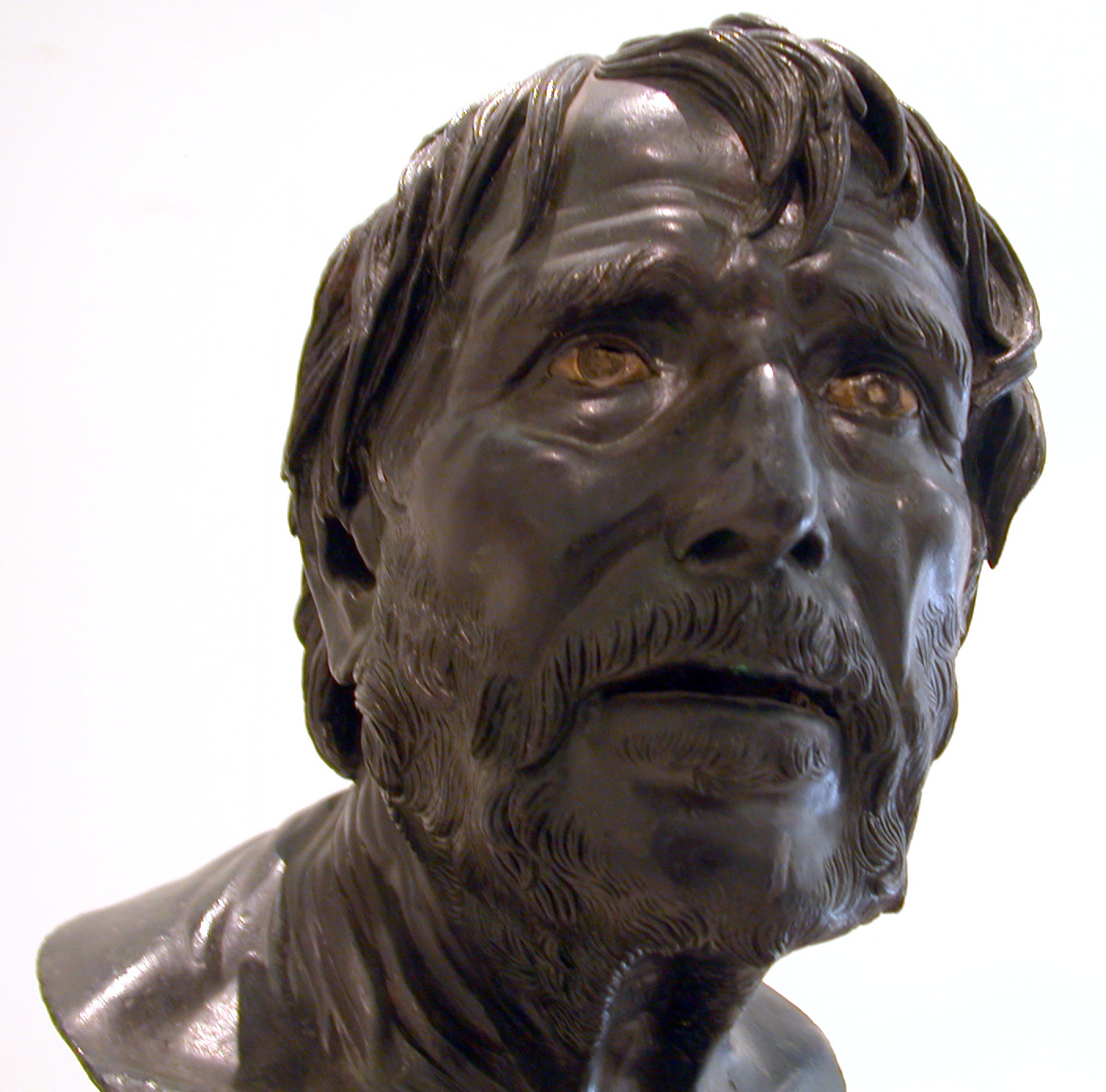
Pseudo-Sèneca de Nàpols
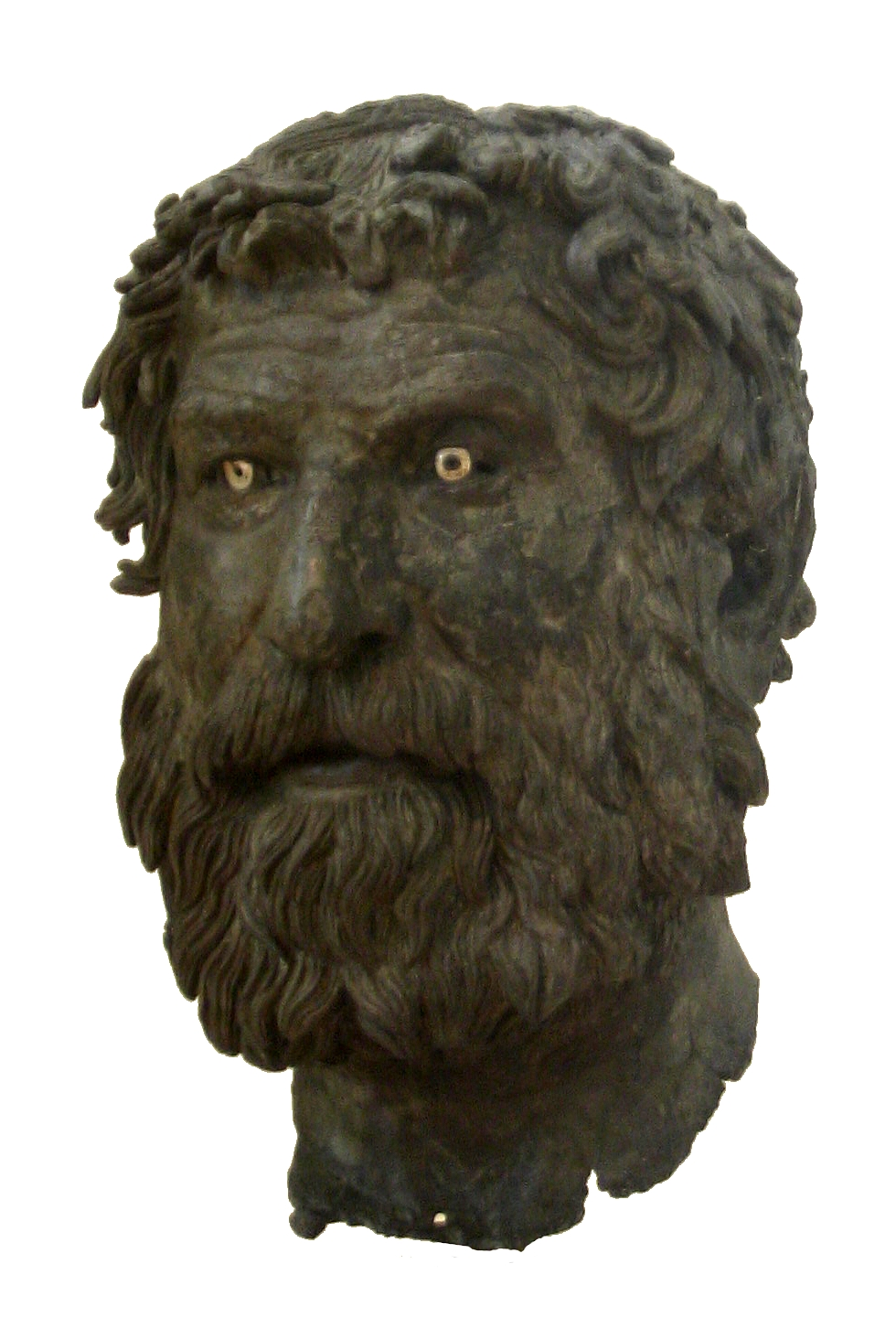
Filòsof d'Anticitera

## Retratística oficial
En els retrats oficials, en comptes de la tendència més "verista", prevalia donar-hi un aspecte més noble i digne, amb expressions més hieràtiques i marcades, que reflectiren la seua pretesa ascendència divina. Entre els millors exemples trobem els retrats d'Àtal I, Antíoc III de Síria, Ptolemeu III, Berenice II, Ptolemeu VI, Mitridates VI, etc.

Dins d'aquest corrent s'encasella el bronze de Juba II, semblant a alguns marbres alexandrins.

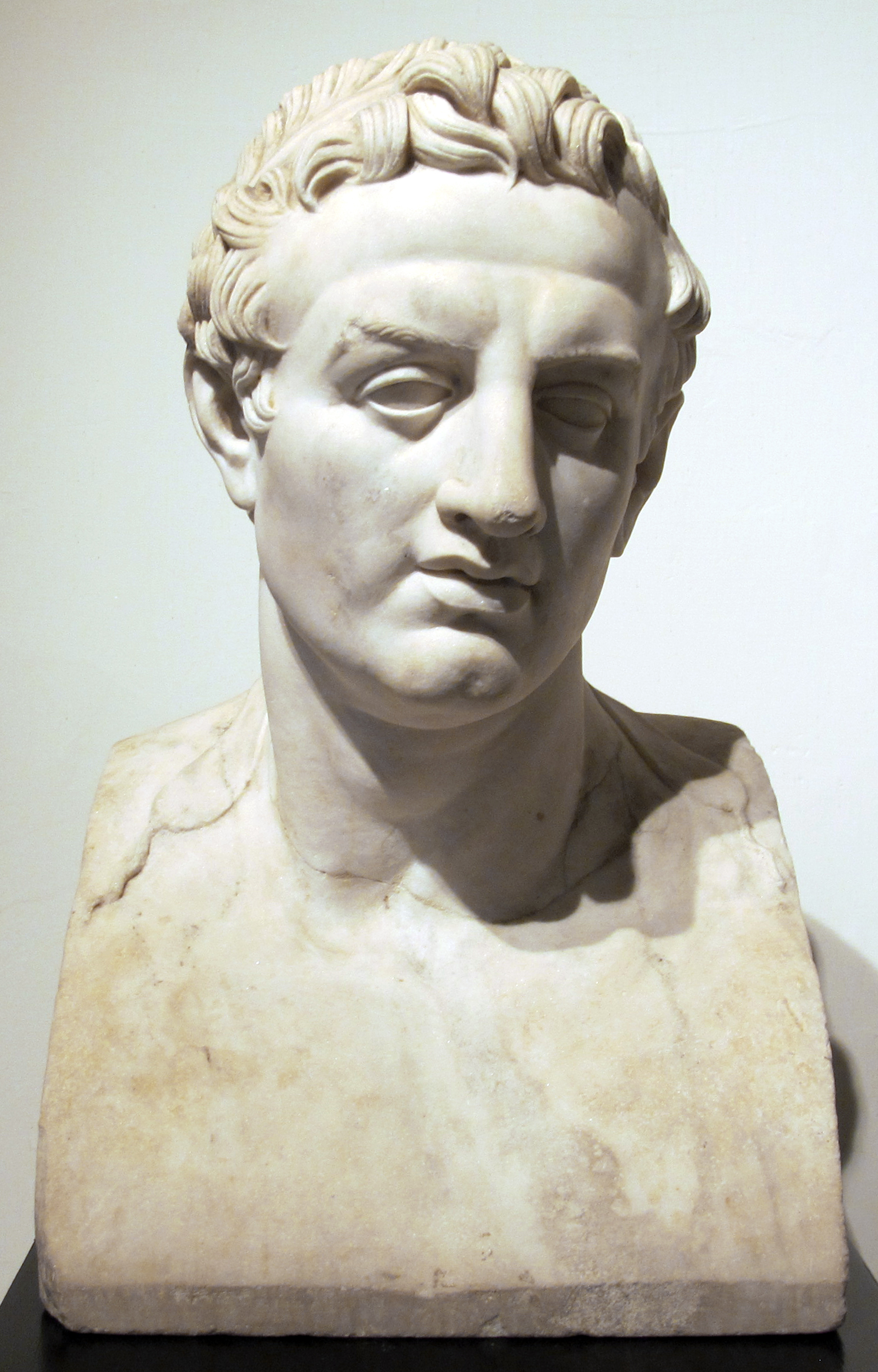
Ptolemeu III
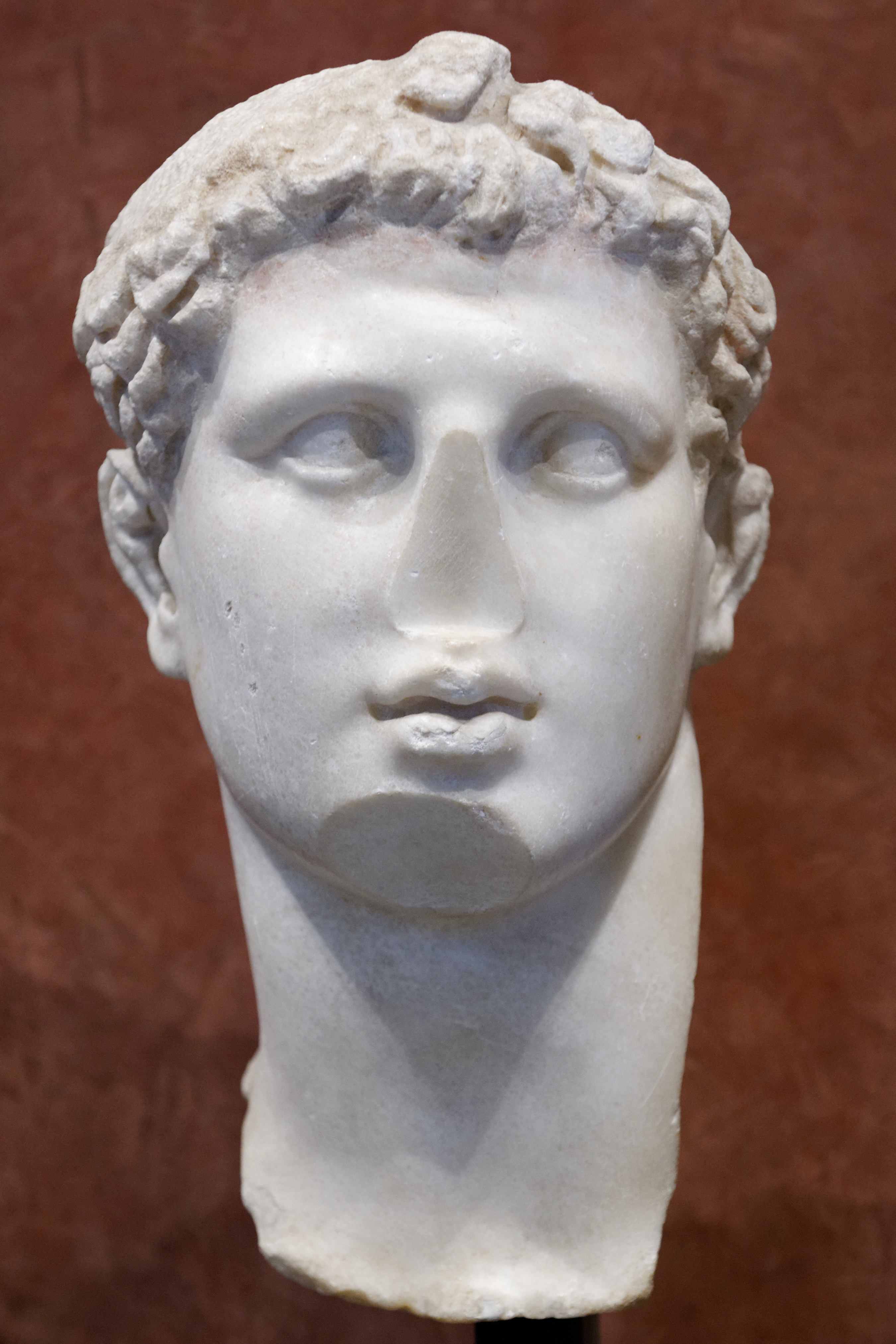
Ptolemeu VI
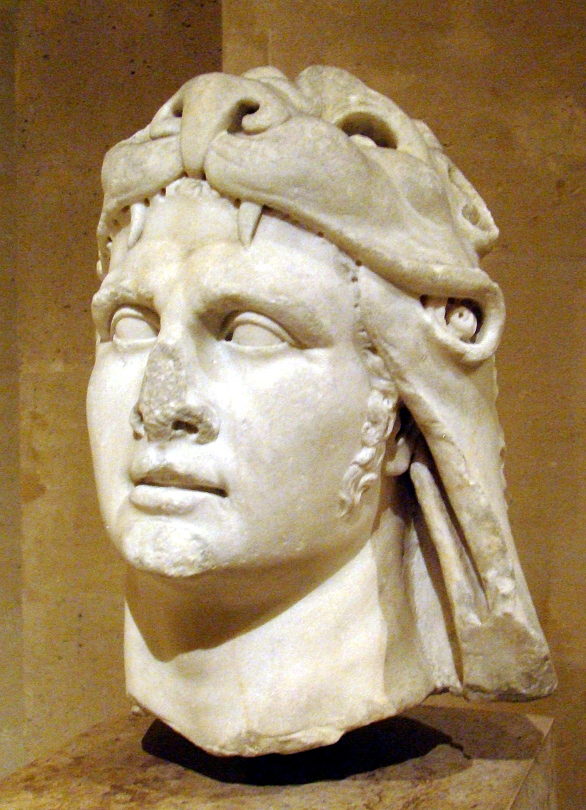
Mitridates VI